# Mateo Guill

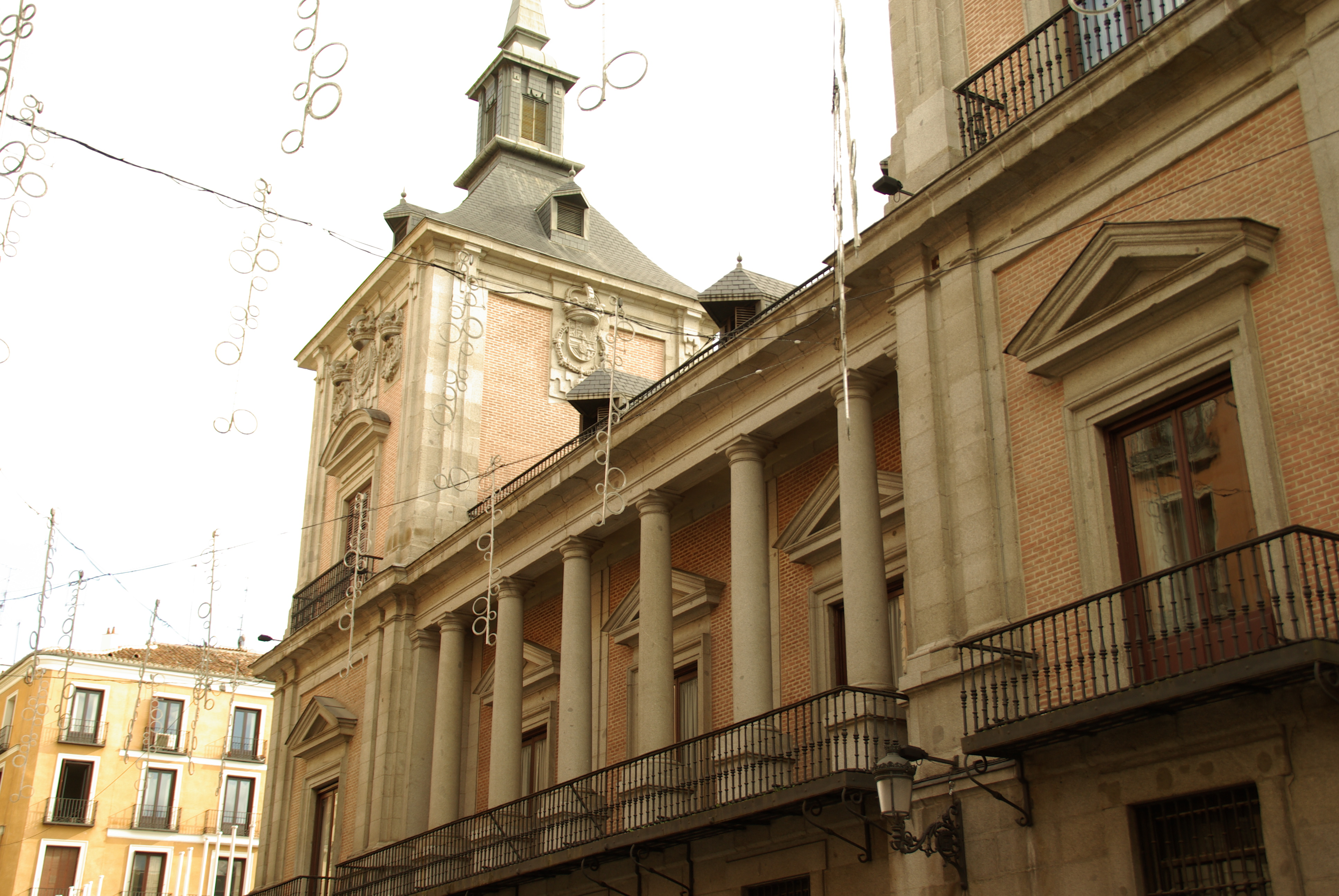
Casa de la Villa de Madrid, fachada a la calle Mayor con la loggia de orden dórico proyectada por Mateo Guill, 1785

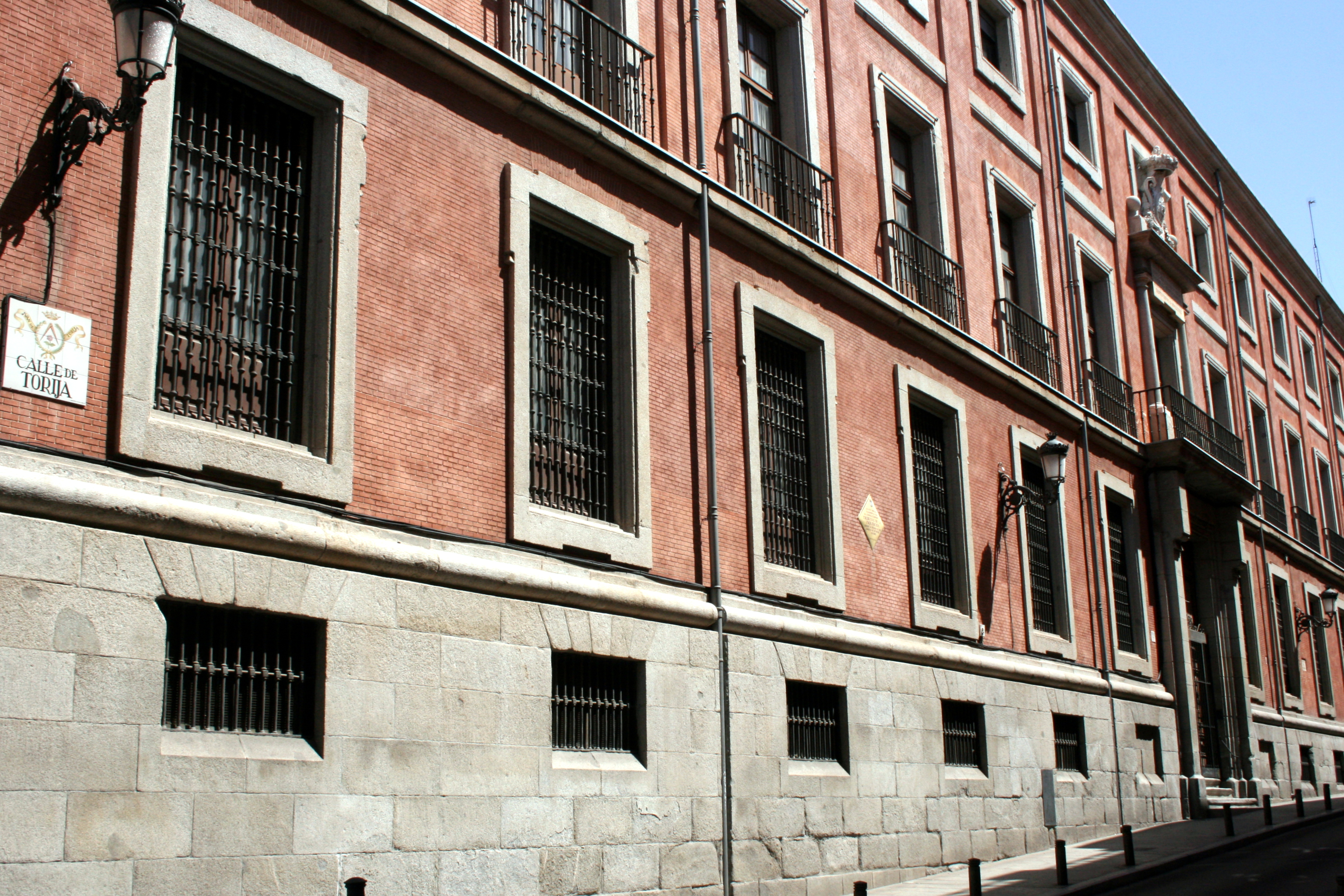
Palacio del Consejo Supremo de la Inquisición, 1786-1790

Mateo Guill (Fuente del Fresno, 1753-Madrid, 29 de septiembre de 1790) fue un arquitecto español formado en la Academia de San Fernando donde tuvo como maestro a Ventura Rodríguez.

## Carrera
En 1778 obtuvo el segundo premio de primera clase en la Academia de Bellas Artes de la que un año más tarde fue nombrado académico de mérito. Teniente de maestro mayor de obras de la Villa de Madrid, en 1785 proporcionó el diseño para la remodelación de la fachada a la calle Mayor de la Casa de la Villa, con el mirador de columnas dóricas de la planta noble, de cuya ejecución se haría cargo Juan de Villanueva.
En 1786 se encargó de la obra del nuevo Palacio del Supremo Consejo de la Inquisición en la calle de Torija de Madrid, actualmente Convento de las Reparadoras, para el que ya Ventura Rodríguez había presentado un primer proyecto en 1782 que quedó sin realizar, presumiblemente por dificultades presupuestarias. Asentado en un conjunto de edificios anteriores que ya resultaban insuficientes, el Consejo llevaba algún tiempo tratando de hacerse con un nuevo edificio que, finalmente, por premura de tiempo y dificultades económicas, quedó reducido a la construcción de la fachada a la calle de Torija, en un sobrio estilo neoclásico, y la remodelación de la casas anteriores, quedando en los laterales a la plaza de la Marina Española y calle de Fomento los arranques de una posible ampliación.